# نوگک
نوگک، روستایی از توابع بخش سورنا شهرستان رستم ( ممسنی )در استان فارس ایران است.

## جمعیت
روستا نوگک یا (نوگل یا نوگپ) در بخش سورنا - دهستان رستم سه قرار دارد و براساس سرشماری مرکز آمار ایران در سال ۱۳۸۵، جمعیت آن ۵۳۵ نفر (۱۱۱خانوار) بوده‌است.